# Gare de Nishi-Akashi
La gare de Nishi-Akashi (西明石駅, Nishi-Akashi-eki) est une gare ferroviaire localisée dans la ville d'Akashi, dans la préfecture de Hyōgo au Japon. La gare est exploitée par la compagnie JR West, sur la ligne Sanyō (ligne JR Kobe), ainsi que sur la ligne Shinkansen Sanyō. Le numéro de gare est JR-A74.

## Situation ferroviaire
Établie à 24 mètres d'altitude, la gare de Nishi-Akashi est située au point kilométrique (PK) 22.8 de la ligne Sanyō et au PK 59.7 de la ligne Shinkansen Sanyō.

## Histoire
En 1930, une gare de triage est ouverte sous le nom de gare de triage d'Akashi. Le 1er avril 1944, la gare change de nom et devient Nishi-Akashi. Il faudra attendre deux ans pour que la gare soit une gare pour passagers. Le 17 janvier 1995, la gare est fermée à cause du séisme de 1995 à Kobe. Il faudra plusieurs semaines pour que la ligne soit entièrement opérationnelle à nouveau. En 2003, la carte ICOCA devient utilisable en gare. Depuis 2008, un Nozomi, tôt le matin part de Nishi-Akashi pour Tokyo. Le Nozomi no 100.
En 2015, la fréquentation journalière de la gare était de 31 502 personnes
| 2010   | 2011   | 2012   | 2013   | 2014   | 2015   |
| 30 308 | 30 441 | 30 745 | 31 113 | 30 772 | 31 502 |

## Service des voyageurs

### Accueil
La gare dispose d'un guichet, ouvert tous les jours de 5 h 30 à 23 h, de billetterie automatique verte pour l'achat de titres de transport pour shinkansen et train express. La carte ICOCA est également possible pour l’accès aux portillons d’accès aux quais.
La gare possède également un coin pour les consignes automatiques.

### Desserte
La gare de Nishi-Akashi est une gare disposant de cinq quais (dont deux pour le Shinkansen et de six voies (dont deux pour le Shinkansen). Les voies 1 et 2 sont principalement destinées aux trains Super Rapid Service. Mais des trains locaux et Rapid Service peuvent utiliser ces voies. La voie 3 est surtout pour les trains Rapid Service. On peut y trouver des locaux également. Les voies 4, 5 et 6 sont pour les trains locaux.
Tôt le matin à 6 h, le Nozomi no 100 part de cette gare pour Tokyo et le soir à 23 h 29 le Nozomi no 133 en direction d'Okayama s’arrête à cette gare. Le reste du temps, seuls des Hikari et Kodama s’arrêtent.
Il faut en moyenne compter 7 minutes pour une correspondance entre la ligne Shinkansen et la ligne JR Kobe.
| N° de voie                         | Ligne                             | Direction                         |
| Quais de la ligne conventionnelle  | Quais de la ligne conventionnelle | Quais de la ligne conventionnelle |
| ---------------------------------- | --------------------------------- | --------------------------------- |
| 1                                  | A JR Kôbe                         | Sannomiya - Amagasaki - Ôsaka     |
| 2                                  | A JR Kôbe                         | Kakogawa - Himeji                 |
| 3・4                               | A JR Kôbe                         | Sannomiya - Amagasaki - Ôsaka     |
| 5                                  | A JR Kôbe                         | Sannomiya - Amagasaki - Ôsaka     |
| 5                                  | A JR Kôbe                         | Kakogawa - Himeji                 |
| 6                                  | A JR Kôbe                         | Kakogawa - Himeji                 |
| Quais de la ligne Shinkansen Sanyô |                                   |                                   |
| 11                                 | Shinkansen Sanyô                  | Okayama - Hakata                  |
| 12                                 | Shinkansen Sanyô                  | Ôsaka - Tôkyo                     |

Installations et desserte
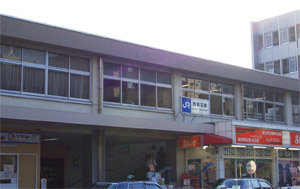
Local d’accès est.
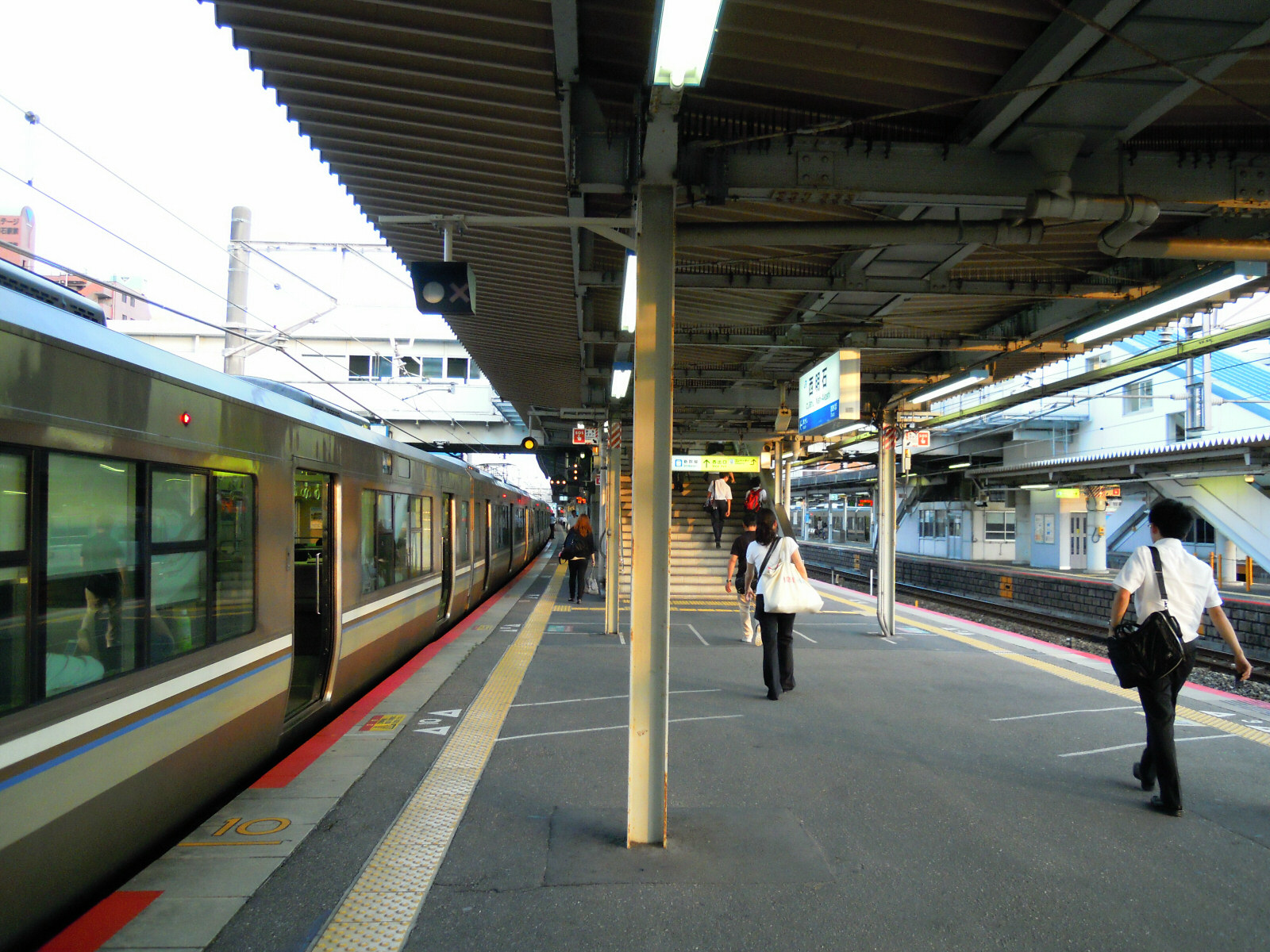
Quais et voies de service.
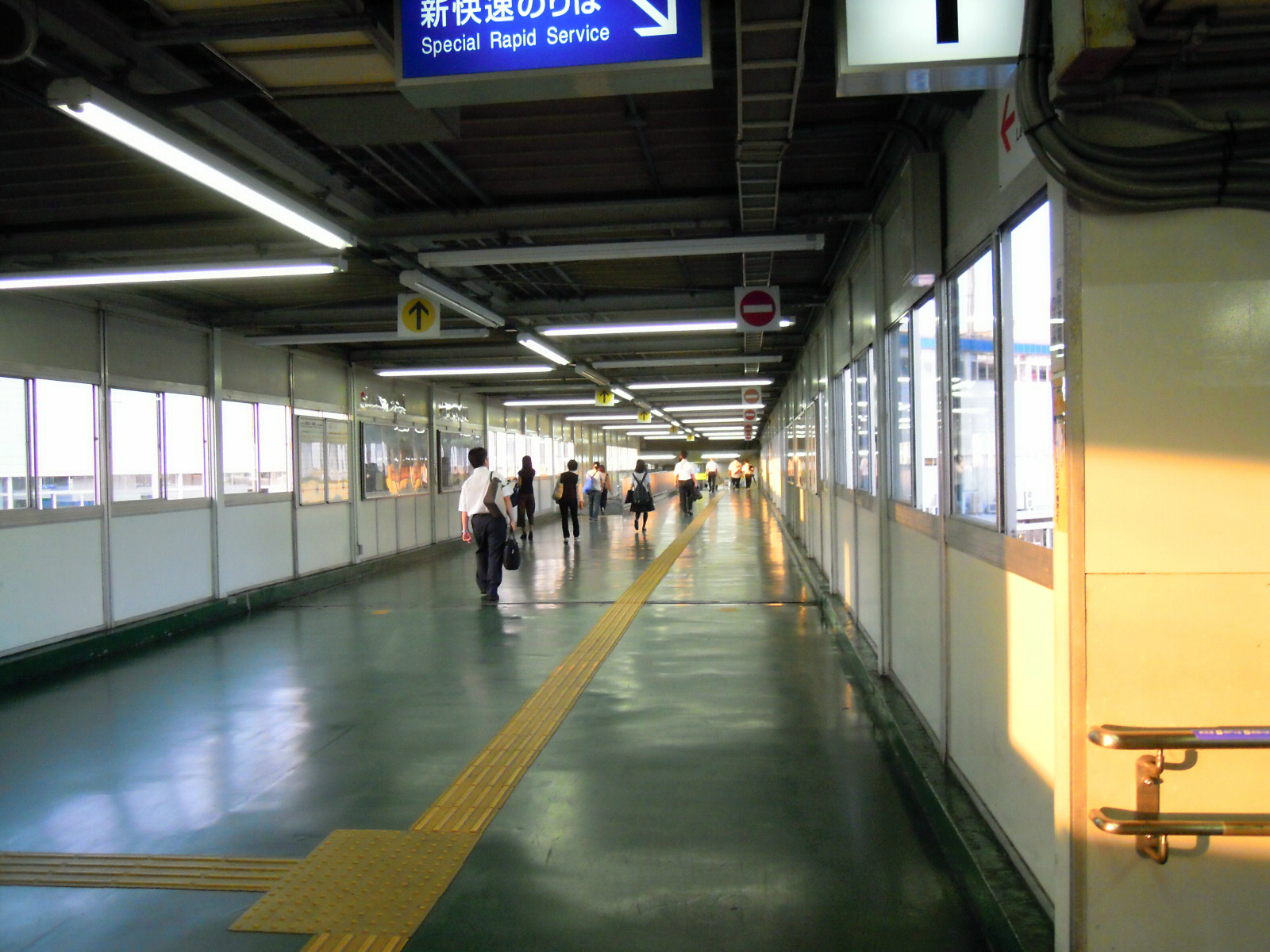
Couloir d’accès aux quais.

### Intermodalité
Un arrêt de bus du réseau Shinki Bus et des bus de ville sont également disponibles près de la gare.